# Jarosław Wolski
Jarosław Wolski (ur. 5 marca 1986 w Wałbrzychu) – polski politolog, dziennikarz, publicysta oraz cywilny analityk zajmujący się wojskiem i obronnością, specjalizujący się w broni pancernej i przeciwpancernej. Aktywny w przestrzeni internetowej influencer.

## Życiorys
W 2010 ukończył studia w zakresie politologii na Wydziale Nauk Społecznych Uniwersytetu Wrocławskiego (UWr), podczas których uczęszczał na seminarium prof. Jerzego Juchnowskiego i obronił pracę magisterską „Wojsko w polityce władz polskich w latach 2004–2010”. W 2010 podjął studia doktoranckie w Instytucie Socjologii Uniwersytetu Wrocławskiego (ostatecznie jednak nie bronił pracy doktorskiej „Pracownicy Lotniczego Pogotowia Ratunkowego jako grupa dyspozycyjna”). W roku akademickim 2011/12 prowadził dwa autorskie konwersatoria na kierunku bezpieczeństwo narodowe na UWr (dla studentów II roku studiów licencjackich) „Potencjały militarne państw grupy G20” i „Nowoczesne technologie w bezpieczeństwie i obronności”.
W 2012 Wolski odszedł z uczelni do prywatnego biznesu medycznego w Polsce, który do dziś stanowi jego główne pole aktywności zawodowej.
Od 2014 związany jest z branżą dziennikarstwa obronnego w Polsce, początkowo z portalem Dziennik Zbrojny, a następnie periodykiem „Dziennik Zbrojny Analiza”, zaś od 2015 roku z „Przeglądem Sił Zbrojnych” oraz jako stały współpracownik periodyków „Nowa Technika Wojskowa” (2016), „Wozy Bojowe Świata” i „Frag Out! Magazine” (2018).
Dziennikarz wydawnictwa Magnum-X (Nowa Technika Wojskowa) oraz FragOut! Związany z branżą OSINT.
Od 4 kwietnia 2022 prowadzi kanał Wolski o Wojnie, gdzie omawia wydarzenia z wojny na Ukrainie, decyzje w polskim wojsku oraz sytuację geopolityczną na świecie. Wielokrotnie gościł także na kanale Historia Realna u Piotra Zychowicza. W 2023 roku był uczestnikiem debaty w Biurze Bezpieczeństwa Narodowego w ramach Narodowej Debaty Strategicznej. Od 2023 roku nauczyciel akademicki w Akademii Marynarki Wojennej (stosunki międzynarodowe).

## Życie prywatne
Żonaty od 2011 roku, ma syna i córkę.
Interesuje się fotografią, bushcraftem i turystyką industrialną.